# All the Man That I Need (canción de Gloria Gaynor)
«All The Man That I Need» (Literalmente en Español: El Hombre Que Necesito) es una canción interpretada por la cantante estadounidense Gloria Gaynor e incluido en su álbum de estudio I Wish You Love de 2003, además posee una semejanza melódica a Gotta Be Forever primer track del álbum. La canción fue reeditada y grabada en 2012 para su nuevo álbum titulado con el mismo nombre de la canción a diferencia que cambia el ritmo y melodía y posee el mismo a cappella de la original. 

## Otras Versiones
La canción fue interpretada por Whitney Houston en diciembre de 1990 y escrita originalmente por Dean Pitchford y Michael Gore. Gaynor hizo su versión con letra de canción diferente para su álbum I wish you love asemejando su parecido a Gotta be forever.